# Rhamphocharis crassirostris
El picabayas moteado (Rhamphocharis crassirostris) es una especie de ave paseriforme de la familia Melanocharitidae endémica de Nueva Guinea. Anteriormente estuvo clasificado en el género Melanocharis con los demás picabayas de la familia, pero actualmente está separado como único componente del género  Rhamphocharis.

## Descripción
El picabayas moteado es un pequeño pájaro, de unos 14 cm de largo, con el pico recto y fino. El plumaje de sus partes superiores es de tonos verde oliváceos con moteado blanquecino en la cabeza y manto. Sus partes inferiores están veteadas en blanco y verde oliva. 

## Distribución y hábitat
Se encuentra únicamente en las selvas húmedas de montaña de la isla de Nueva Guinea.